# Spudaeus davisii
Spudaeus davisii là một loài tò vò trong họ Ichneumonidae.